# 王纓
王纓（1437年—？），字用清，直隸常州府宜興縣人，民籍。明朝政治人物。進士出身。

## 生平
成化四年（1468年）戊子科應天鄉試第一百二十八名。成化五年（1469年）聯捷乙丑科會試第三十六名，殿試登進士第二甲第十三名。

## 家族
曾祖父王彥宗、祖父王孟常、父亲王懋，曾任教諭。